# Хентаунская круглоголовка
Хентаунская круглоголовка (лат. Phrynocephalus rossikowi) — вид ящериц семейства агамовых, обитающий на территории Узбекистана и Туркменистана. Живут в пустынных биотопах с редкой растительностью. Ведут преимущественно дневной образ жизни. Весной самка откладывает от 3 до 5 яиц. В рацион входят беспозвоночные: в основном муравьи и пауки. В случае опасности, прячутся в кустах или норах.

## Описание
Длина тела 4—6 см. Самцы крупнее самок. Верхняя часть туловища рыжевато-серая с пятнами тёмного цвета, в то время как низ — белый. На хвосте присутствуют продолговатые полосы.

## Численность
В результате освоения человеком исконных мест обитания и применения пестицидов, вид исчез со значительной части своего ареала. Хентаунская круглоголовка занесена в красные книги Узбекистана и Туркменистана.

## Подвиды
Существуют как минимум два подвида:
- Phrynocephalus rossikowi rossikawi
- Phrynocephalus rossikowi shammakowi